# Crenicichla proteus
Crenicichla proteus är en fiskart som beskrevs av Cope 1872. Crenicichla proteus ingår i släktet Crenicichla och familjen Cichlidae. Inga underarter finns listade i Catalogue of Life.